# Artūras Gudaitis
Artūras Gudaitis (Klaipėda, 19 giugno 1993) è un cestista lituano, di ruolo centro.

## Carriera
È stato selezionato dai Philadelphia 76ers al secondo giro del Draft NBA 2015 (47ª scelta assoluta).
Con la Lituania ha disputato i Campionati europei del 2017.

## Statistiche

### Eurolega
| Anno      | Squadra              | PG  | PT | MP   | TC%  | 3P%  | TL%  | RP  | AP  | PRP | SP  | PP   |
| --------- | -------------------- | --- | -- | ---- | ---- | ---- | ---- | --- | --- | --- | --- | ---- |
| 2013-2014 | Žalgiris Kaunas      | 7   | 1  | 10,3 | 60,0 | 0,0  | 63,6 | 2,6 | 0,6 | 0,4 | 0,7 | 4,4  |
| 2014-2015 | Žalgiris Kaunas      | 20  | 4  | 15,4 | 50,6 | 40,0 | 61,8 | 4,0 | 0,2 | 0,2 | 0,9 | 6,5  |
| 2017-2018 | Olimpia Milano       | 29  | 1  | 20,7 | 67,1 | -    | 71,5 | 6,3 | 0,2 | 0,6 | 1,1 | 10,3 |
| 2018-2019 | Olimpia Milano       | 21  | 4  | 23,8 | 63,9 | -    | 80,5 | 7,1 | 0,4 | 0,8 | 1,0 | 12,5 |
| 2019-2020 | Olimpia Milano       | 19  | 1  | 16,9 | 50,6 | 100  | 75,3 | 4,4 | 0,5 | 0,4 | 0,9 | 7,3  |
| 2020-2021 | Zenit S. Pietroburgo | 31  | 24 | 20,1 | 60,1 | -    | 76,6 | 4,0 | 0,7 | 0,4 | 0,6 | 9,7  |
| 2021-2022 | Zenit S. Pietroburgo | 17  | 16 | 19,1 | 61,0 | -    | 50,0 | 4,2 | 0,8 | 0,2 | 0,7 | 6,7  |
| 2022-2023 | Panathīnaïkos        | 29  | 12 | 17,3 | 64,1 | -    | 52,4 | 3,7 | 0,6 | 0,5 | 0,4 | 7,5  |
| Carriera  | Carriera             | 173 | 63 | 18,8 | 60,7 | 30,0 | 69,6 | 4,7 | 0,5 | 0,5 | 0,8 | 8,6  |

### Eurocup
| Anno      | Squadra       | PG | PT | MP   | TC%  | 3P% | TL%  | RP  | AP  | PRP | SP   | PP   |
| --------- | ------------- | -- | -- | ---- | ---- | --- | ---- | --- | --- | --- | ---- | ---- |
| 2015-2016 | Rytas Vilnius | 5  | 1  | 10,6 | 73,3 | -   | 40,0 | 2,6 | 0,0 | 0,0 | 1,0  | 4,8  |
| 2016-2017 | Rytas Vilnius | 9  | 2  | 25,4 | 52,1 | 0,0 | 70,3 | 8,3 | 0,9 | 0,6 | 1,9* | 13,2 |
| Carriera  | Carriera      | 14 | 3  | 20,2 | 55,8 | 0,0 | 68,1 | 6,3 | 0,6 | 0,4 | 1,6  | 10,2 |

## Palmarès
- Campionato italiano: 1

Milano: 2017-18
- Supercoppa italiana: 2

Olimpia Milano: 2017, 2018
- Campionato lituano: 2

Žalgiris Kaunas: 2013-14, 2014-15
- Coppa di Lituania: 2

Žalgiris Kaunas: 2015
Lietuvos Rytas: 2016